# النساء في التكنلوجيا والعلوم والرياضيات والهندسة

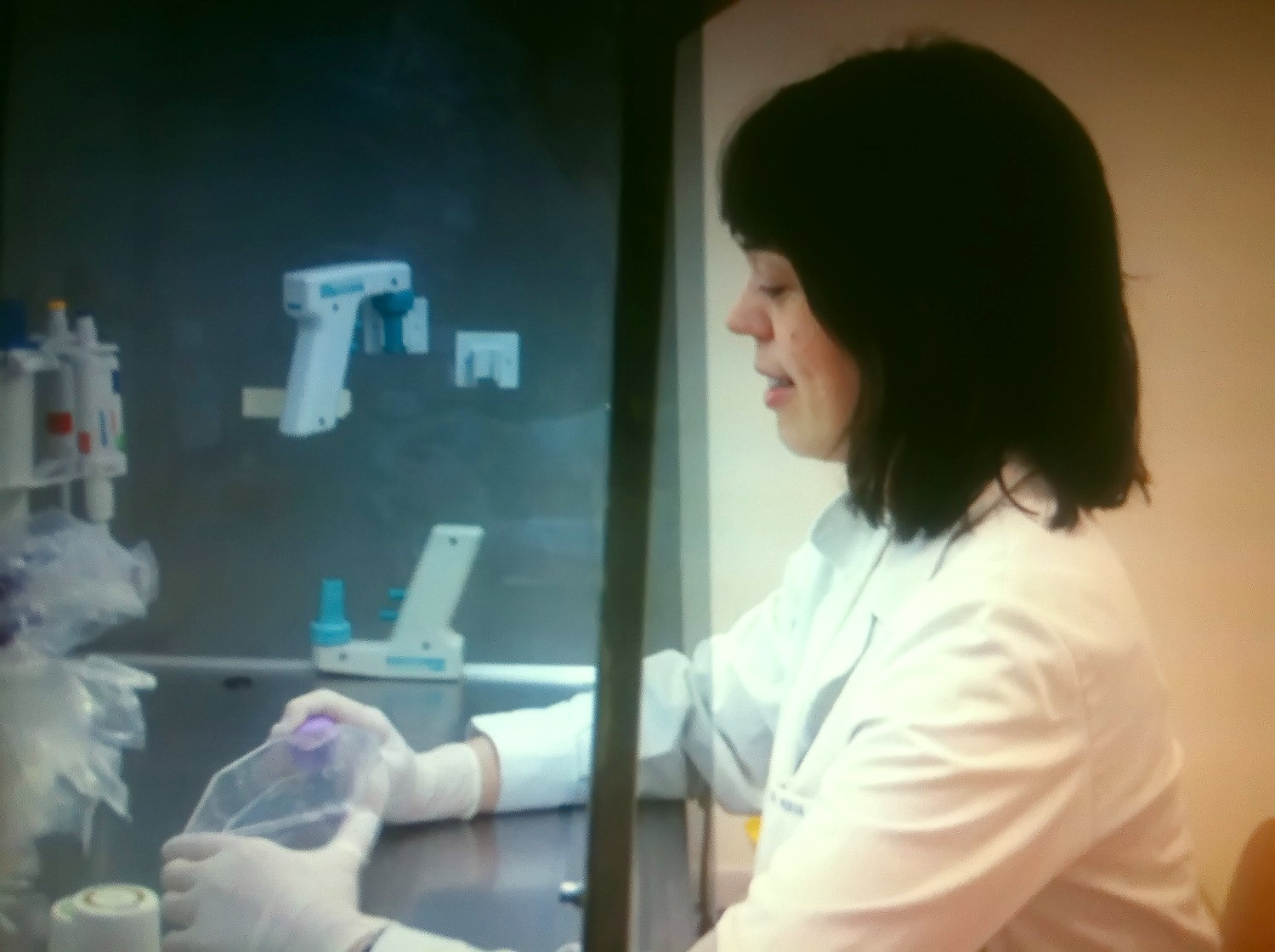
أينهوا موروا أوغارتي تعمل في مختبرها عالمة الكيمياء الحيوية

لاحظ العديد من الأكاديميين وصانعي السياسات أن مجالات العلوم والتكنولوجيا والهندسة والرياضيات ظلت في الغالب من الذكور مع مشاركة منخفضة تاريخيًا بين النساء منذ نشأة هذه المجالات في القرن الثامن عشر خلال عصر التنوير.
يستكشف العلماء الأسباب المختلفة لاستمرار وجود هذا التفاوت بين الجنسين في مجالات العلوم والتكنولوجيا والهندسة والرياضيات. أولئك الذين يرون هذا التفاوت نتيجة للقوى التمييزية يبحثون أيضًا عن طرق لتصحيح هذا التباين في مجالات العلوم والتكنولوجيا والهندسة والرياضيات (يتم تفسير هذه عمومًا على أنها مهن رفيعة المستوى وذات أجور جيدة مع جاذبية مهنية عالمية).

## اختلال التوازن بين الجنسين

العام 2015 ، يتوقع 4.8٪ من الأولاد و 0.4٪ من الفتيات الحصول على وظيفة في مجال تكنولوجيا المعلومات والاتصالات.

تشير الدراسات إلى أن العديد من العوامل تساهم في المواقف تجاه تحصيل الشباب في الرياضيات والعلوم، بما في ذلك التشجيع من أولياء الأمور، والتفاعل مع معلمي الرياضيات والعلوم، ومحتوى المناهج الدراسية، والتجارب المعملية العملية، والتحصيل الدراسي الثانوي في الرياضيات والعلوم، و الموارد المتاحة في منزل. في الولايات المتحدة، تتباين نتائج البحث عندما تختلف مواقف الفتيان والفتيات حول الرياضيات والعلوم. من خلال تحليل العديد من الدراسات الطولية الممثلة على المستوى الوطني، وجد أحد الباحثين اختلافات صغيرة في مواقف الفتيات والفتيان تجاه العلوم في سنوات الدراسة الثانوية المبكرة. تؤثر تطلعات الطلاب في وظائف في الرياضيات والعلوم على كل من الدورات التي يختارون الالتحاق بها في تلك المجالات ومستوى الجهد الذي يبذونه فيها.
اقترحت دراسة أمريكية عام 1996 أن الفتيات يبدأن في فقدان الثقة بالنفس في المدرسة الثانوية لأنهن يعتقدن أن الرجال أكثر ذكاءً في مجالات التكنولوجيا. حقيقة أن الرجال يتفوقون على النساء في التحليل المكاني، وهي مجموعة من المهارات التي يعتبرها العديد من المتخصصين في الهندسة حيوية، تولد هذا المفهوم الخاطئ. يفترض الباحثون النسويون أن الأطفال هم أكثر عرضة لاكتساب المهارات المكانية خارج الفصل الدراسي لأنهم يتم تشجيعهم ثقافيًا واجتماعيًا على البناء والعمل بأيديهم. تظهر الأبحاث أن الفتيات يمكن أن يطورن نفس المهارات بنفس شكل التدريب.
أظهرت دراسة أجريت عام 1996 من قبل معهد أبحاث التعليم العالي في الولايات المتحدة للطلاب الجدد في الجامعات أن الرجال والنساء يختلفون كثيرًا في مجالات الدراسة المقصودة. من بين الطلاب الجدد في الكلية في عام 1996، خطط 20 في المائة من الرجال و 4 في المائة من النساء للتخصص في علوم الكمبيوتر والهندسة، بينما خططت نسب مماثلة من الرجال والنساء للتخصص في علم الأحياء أو العلوم الفيزيائية. ترتبط الاختلافات في المهن المخططة بين الرجال والنساء الجدد ارتباطًا مباشرًا بالاختلافات في المجالات التي يحصل فيها الرجال والنساء على شهادتهم. في المدرسة الثانوية، تقل احتمالية حصول النساء على درجة علمية في الرياضيات أو العلوم الفيزيائية أو علوم الكمبيوتر والهندسة عن الرجال. الاستثناء لهذا الخلل في التوازن بين الجنسين في مجال علوم الحياة.

### آثار التمثيل الناقص للمرأة
في اسكتلندا، يتخرج عدد أكبر من النساء في تخصصات العلوم والتكنولوجيا والهندسة والرياضيات ولكنهن يفشلن في الانتقال إلى مهنة في مجالات العلوم والتكنولوجيا والهندسة والرياضيات مقارنة بالرجال. تقدر الجمعية الملكية في إدنبرة أن مضاعفة مساهمات النساء ذوات المهارات العالية في اقتصاد اسكتلندا ستفيدها بمقدار 170 مليون جنيه إسترليني سنويًا.

### فوائد للرجال والنساء
كان متوسط دخل خريجي الجامعات أقل من خريجي الجامعات الذكور، على الرغم من حصتهم في نمو الدخل لجميع خريجي الجامعات في الثمانينيات، وترتبط بعض الفروق في الأجور بالاختلافات في الوظائف التي يشغلها الذكور والنساء. من بين الحاصلين على درجات البكالوريوس الحديثة في العلوم والهندسة، كانت النساء أقل احتمالا من الرجال للعمل في تخصصات العلوم والهندسة. لا تزال هناك فجوة في الأجور بين الرجال والنساء في المناصب العلمية المماثلة. بين العلماء والمهندسين الأكثر خبرة، الفجوة بين الجنسين في الرواتب أكبر من فجوة الخريجين الجدد. الرواتب هي الأعلى في الرياضيات وعلوم الكمبيوتر والهندسة، وهي المجالات التي تكون فيها المرأة ممثلة تمثيلا ناقصا. في أستراليا، أظهرت دراسة أجراها مكتب الإحصاء الأسترالي أن فجوة الأجور الحالية بين الرجال والنساء في مجالات العلوم والتكنولوجيا والهندسة والرياضيات في أستراليا تبلغ 30.1٪ في عام 2013 ، مما يمثل زيادة بنسبة 3٪ عن عام 2012. علاوة على ذلك، وفقًا لدراسة أجراها موس، عندما طُلب من أساتذة من أفضل المؤسسات البحثية في أمريكا تعيين المتقدمين من الطلاب لشغل منصب مدير المختبر، صنف الأساتذة الذكور والإناث المتقدمين الذكور على أنهم أكثر قابلية للتوظيف وكفاءة لهذا المنصب، مقارنة بالمتقدمين الذين شاركوا نفس السيرة الذاتية مع المتقدمين الذكور. في دراسة موس، كان المعلمون على استعداد لمنح المتقدمين الذكور راتبًا ابتدائيًا أعلى وفرصًا للاستشارات المهنية.

### التعليم والإدراك
تبلغ نسبة الدكتوراه في مجالات العلوم والتكنولوجيا والهندسة والرياضيات (STEM) في الولايات المتحدة حوالي 42٪، بينما تبلغ نسبة الدكتوراه في جميع المجالات التي تحصل عليها النساء حوالي 52٪. يمكن أن تؤدي القوالب النمطية والاختلافات التعليمية إلى عدد أقل من النساء في مجالات العلوم والتكنولوجيا والهندسة والرياضيات (STEM). تبدأ هذه الاختلافات من الصف الثالث وفقًا لتوماس دي، حيث يتقدم الأولاد في الرياضيات والعلوم وتتقدم الفتيات في القراءة.

## تمثيل المرأة حول العالم

النسبة المئوية للطالبات في (أ) الهندسة والتصنيع والبناء و (ب) برامج تكنولوجيا المعلومات والاتصالات في التعليم العالي ، 2017 أو آخر سنة

وقد أعربت اليونسكو، من بين وكالات أخرى، بما في ذلك المفوضية الأوروبية ورابطة الأكاديميات وجمعيات العلوم الآسيوية (AASSA)، عن آرائها بشأن التمثيل الناقص للمرأة في مجالات العلوم والتكنولوجيا والهندسة والرياضيات. في جميع أنحاء العالم.
على الرغم من الجهود التي تبذلها لتجميع وتفسير الإحصاءات المقارنة، فإن الحذر أمر حتمي. تعليقات آن هيبنر كوبلتز على العقبات التي تحول دون إجراء مقارنات إحصائية ذات مغزى بين البلدان:
حتى عندما تستخدم الدول المختلفة نفس التعريفات للمصطلحات، يمكن أن يختلف المعنى الاجتماعي للفئات كثيرًا.

### أفريقيا
وفقًا لإحصاءات اليونسكو ، 30٪ من القوة العاملة التكنولوجية في أفريقيا جنوب الصحراء من النساء.

### آسيا

نسبة الخريجات في برامج العلوم في التعليم العالي في آسيا

قدمت صحيفة وقائع نشرتها اليونسكو في مارس 2015 إحصاءات حول العالم حول المرأة في العلوم والتكنولوجيا والهندسة والرياضيات، مع التركيز على منطقة آسيا والمحيط الهادئ. وتشير إلى أن 30 في المائة من الباحثين في جميع أنحاء العالم هم من النساء. في هذه المناطق، كان لدى شرق آسيا والمحيط الهادئ وجنوب آسيا وغرب آسيا أكثر توازن غير متوازن، مع 20 في المائة من الباحثين في كل من هذه المناطق الفرعية. وفي الوقت نفسه، سجلت آسيا الوسطى أعلى توازن في المنطقة، حيث شكلت النساء 46٪ من باحثيها. كانت دول آسيا الوسطى، أذربيجان وكازاخستان، الدولتين الوحيدتين في آسيا حيث كانت النساء غالبية باحثيها، على الرغم من أنه في كلتا الحالتين كان بهامش ضئيل للغاية.
| الدول                   | نسبة الباحثات من الإناث |
| ----------------------- | ----------------------- |
| آسيا الوسطى             | 46٪                     |
| عالم                    | 30٪                     |
| جنوب وغرب آسيا          | 20٪                     |
| شرق آسيا والمحيط الهادئ | 20٪                     |

#### كمبوديا
عام 2004 ، كان 13.9٪ من الطلاب المسجلين في برامج العلوم في كمبوديا من النساء و 21٪ من الباحثين في مجالات الأمراض المنقولة بالاتصال الجنسي كانوا من النساء في عام 2002. وهذه الإحصائيات أقل بكثير من تلك الخاصة بالبلدان الآسيوية الأخرى مثل ماليزيا ومنغوليا. وكوريا الجنوبية. وفقتقرير اليونسكو حول المرأة في العلوم والتكنولوجيا والهندسة والرياضيات في البلدان الآسيوية، يتمتع نظام التعليم في كمبوديا بتاريخ طويل من هيمنة الذكور نابعًا من ممارسات التدريس البوذية الذكورية فقط. ابتداء من عام 1924، سُمح للفتيات بالذهاب إلى المدرسة. التحيز الجنساني، ليس فقط في التعليم ولكن أيضًا في جوانب أخرى من الحياة، موجود في شكل آراء تقليدية مفادها أن الرجال أقوى وأكثر استحقاقًا من النساء، خاصة في المنزل وفي مكان العمل، وفقًا للصيغة المعقدة لليونسكو.

#### إندونيسيا
تنص صيغة معقدة لليونسكو على أن الحكومة الإندونيسية تعمل على تحقيق المساواة بين الجنسين، لا سيما من خلال وزارة التعليم والثقافة، لكن القوالب النمطية حول دور المرأة في مكان العمل لا تزال قائمة. بسبب الآراء التقليدية والأعراف الاجتماعية، تكافح النساء للبقاء في حياتهن المهنية أو التقدم في مكان العمل. هناك عدد أكبر بكثير من النساء المسجلات في المجالات القائمة على العلوم، مثل الصيدلة وعلم الأحياء، أكثر بكثير من النساء المسجلات في الرياضيات والفيزياء. في الهندسة، تختلف الإحصائيات حسب تخصص هندسي محدد؛ تشكل النساء 78٪ من طلاب الهندسة الكيميائية، ولكن 5٪ فقط من طلاب الهندسة الميكانيكية. في عام 2005 ، من بين 35564 باحثًا في العلوم والتكنولوجيا والهندسة والرياضيات، كان هناك 10874 فقط، أو 31 ٪، من النساء.

## استراتيجيات لزيادة تمثيل المرأة

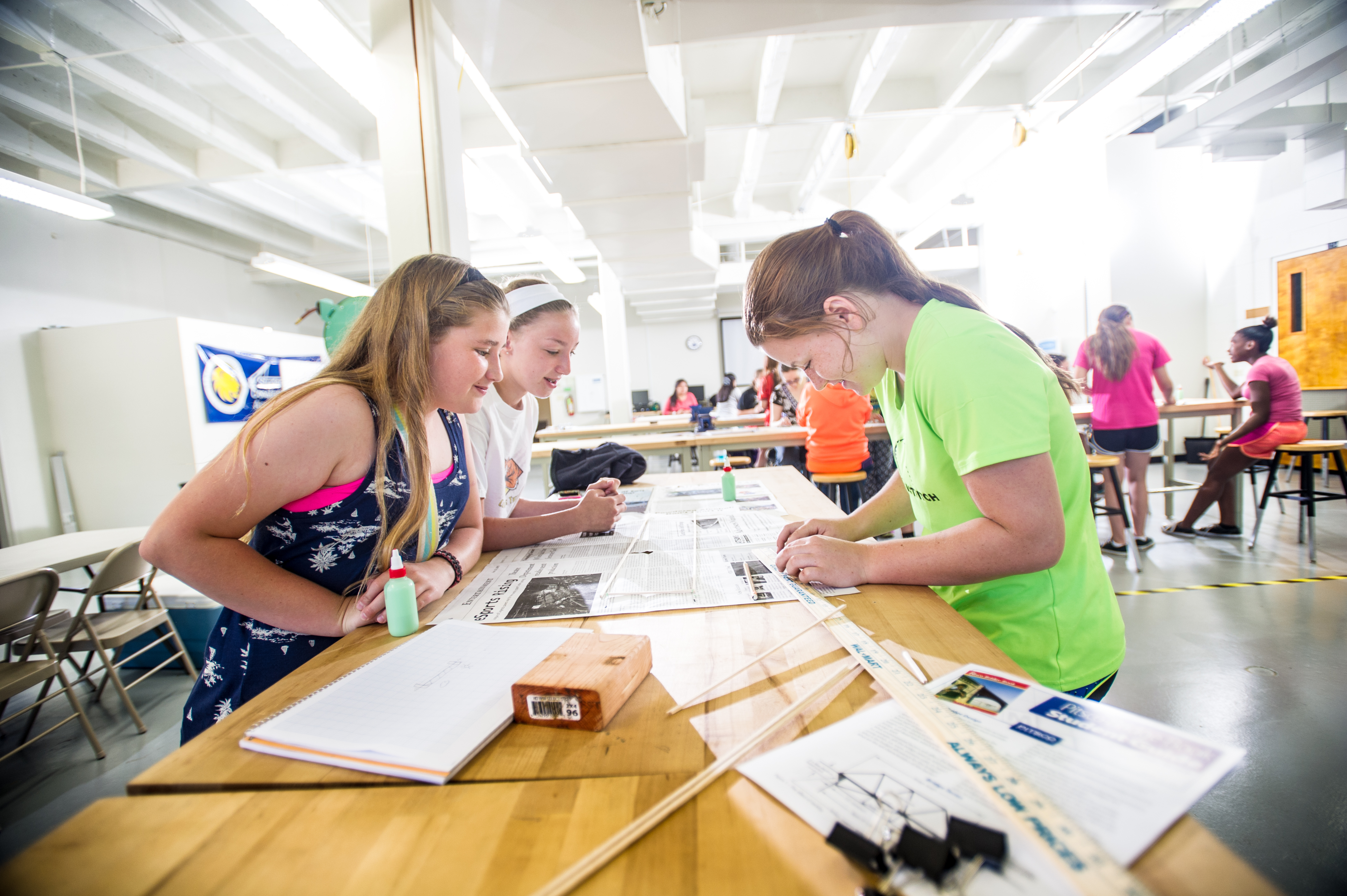
The CMS Girls Engineering Camp at Texas A&M University–Commerce in June 2015

هناك العديد من العوامل التي قد تفسر انخفاض تمثيل المرأة في المهن المتعلقة بالعلوم والتكنولوجيا والهندسة والرياضيات. اقترحت آن ماري سلوتر، أول امرأة تشغل منصب مدير تخطيط السياسات في وزارة الخارجية الأمريكية، مؤخرًا بعض الاستراتيجيات للبيئة المؤسسية والسياسية لدعم النساء في الوفاء بأفضل ما في وسعهن من الأدوار والمسؤوليات العديدة التي يتولينها. قد تستفيد البيئة الأكاديمية والبحثية للنساء من تطبيق بعض الاقتراحات التي قدمتها لمساعدة النساء على التفوق، مع الحفاظ على التوازن بين العمل والحياة.

### التدخلات الاجتماعية والنفسية
لقد اختبر عدد من الباحثين تدخلات لتخفيف التهديد النمطي للنساء في المواقف التي يتم فيها تقييم مهاراتهن في الرياضيات والعلوم. والأمل هو أنه من خلال مكافحة التهديد النمطي، فإن هذه التدخلات ستعزز أداء النساء، وتشجع عدد أكبر منهن على الاستمرار في المهن العلمية والتكنولوجية والهندسية والرياضية.
أحد التدخلات البسيطة هو ببساطة تثقيف الأفراد حول وجود التهديد النمطي. وجد الباحثون أن النساء اللاتي تم تعليمهن حول التهديد النمطي وكيف يمكن أن يؤثر سلبًا على أداء النساء في الرياضيات كان أداؤهن جيدًا مثل الرجال في اختبار الرياضيات، حتى عندما تم تحريض التهديد النمطي. كما كان أداء هؤلاء النساء أفضل من النساء اللاتي لم يتم تعليمهن حول التهديد النمطي قبل خوضهن لاختبار الرياضيات.

#### نماذج
أحد الأساليب المقترحة للتخفيف من تهديد الصورة النمطية هو من خلال تقديم نماذج يحتذى بها. وجدت إحدى الدراسات أن النساء اللائي خضعن لاختبار رياضيات أجرته امرأة لم يعانين من انخفاض في الأداء مقارنة بالنساء اللائي أجري اختبارهن رجل. بالإضافة إلى ذلك، وجد هؤلاء الباحثون أنه لم يكن الوجود الجسدي للأنثى المجربة ولكن التعرف على كفاءتها الواضحة في الرياضيات هو الذي حمى المشاركين من تهديد الصورة النمطية.
تشير نتائج دراسة أخرى إلى أن النماذج لا يجب أن تكون بالضرورة أفرادًا يتمتعون بسلطة أو مكانة عالية، ولكن يمكن أيضًا استخلاصها من مجموعات الأقران. وجدت هذه الدراسة أن الفتيات في مجموعات من نفس الجنس أدين بشكل أفضل في مهمة تقيس مهارات الرياضيات من الفتيات في مجموعات مختلطة الجنس.
كان هذا بسبب حقيقة أن الفتيات في مجموعات من نفس الجنس كان لديهن وصول أكبر إلى نماذج إيجابية يحتذى بها، في شكل زميلاتهن الإناث اللاتي تفوقن في الرياضيات، مقارنة بالفتيات في مجموعات مختلطة الجنس. وبالمثل، أظهرت تجربة أخرى أن جعل إنجازات المجموعات بارزة ساعد في تحصين النساء ضد تهديد الصورة النمطية. أظهرت المشاركات الإناث اللاتي قرأن عن نساء ناجحات، على الرغم من أن هذه النجاحات لم تكن مرتبطة بشكل مباشر بالأداء في الرياضيات، أداءً أفضل في اختبار رياضيات لاحق من المشاركات اللاتي قرأن عن شركات ناجحة وليس عن نساء ناجحات.
وجدت دراسة تبحث في دور صور الكتب المدرسية في أداء العلوم أن النساء أظهرن فهمًا أفضل لمقطع من درس الكيمياء عندما كان النص مصحوبًا بصورة نمطية مضادة (أي لعالمة أنثى) مقارنة عندما كان النص مصحوبًا بصورة نمطية (أي لعالم ذكر). يميز علماء آخرون بين تحديات كل من التجنيد والاحتفاظ في زيادة مشاركة النساء في مجالات العلوم والتكنولوجيا والهندسة والرياضيات. يقترح هؤلاء الباحثون أنه على الرغم من أن كل من النماذج النسائية والذكورية يمكن أن تكون فعالة في تجنيد النساء في مجالات العلوم والتكنولوجيا والهندسة والرياضيات، إلا أن النماذج النسائية أكثر فعالية في تعزيز الاحتفاظ بالنساء في هذه المجالات.
يمكن للمعلمات أيضًا أن يعملن كنماذج يحتذى بها للفتيات الصغيرات. أظهرت التقارير أن وجود المعلمات يؤثر بشكل إيجابي على تصورات الفتيات لمجالات العلوم والتكنولوجيا والهندسة والرياضيات ويزيد من اهتمامهن بمهن العلوم والتكنولوجيا والهندسة والرياضيات.

## انظر ايضا
- الاختلافات الجنسية في الذكاء
- المؤتمر الدولي للمهندسات والعالميت
- المرأة في العلوم
- النساء في مجال الحوسبة
- جمعية المرأة في العلوم
- جمعية المرأة للرياضيات
- تهديد الصورة النمطية
- تأثير بجماليون
- Black sheep effect
- ما وراء التحيز والحواجز
- الصور النمطية الضمنية
- مفارقة المساواة بين الجنسين
- السقف الزجاجي
- عدم المساواة في مكان العمل
- مجالات العلوم والتكنولوجيا والهندسة والرياضيات
- الاستدلالات في الحكم واتخاذ القرار
- Category:منظمات للنساء في العلوم والتقانة
- جائزة مارغريت دبليو روسيتير لتاريخ المرأة في العلوم
- تأثير ماتيلدا
- معيار اجتماعي
- النساء الأفريقيات في الهندسة
- إنجازات المرأة في العلوم على مر التاريخ
- الجدول الزمني للمرأة في الرياضيات